# Андреевский, Николай Аркадьевич
Николай Аркадьевич Андреевский (1852—1880) — филолог, приват-доцент Харьковского университета.

## Биография
Родился в 1852 году семье Аркадия Степановича Андреевского.
По окончании курса на историко-филологическом факультете Харьковского университета преподавал древние языки в 3-й харьковской гимназии. С 1879 года был приват-доцентом университета и комментировал Тацита, а в следующем году напечатал магистерскую диссертацию — «Валерий Марциал: Культурно-биографический очерк из эпохи Домициана» (Харьков : Унив. тип., 1880. — IV, 134 с.).
Умер в 1880 году.